# Elaeocarpus corsonianus
Elaeocarpus corsonianus är en tvåhjärtbladig växtart som beskrevs av George Don jr. Elaeocarpus corsonianus ingår i släktet Elaeocarpus och familjen Elaeocarpaceae. Inga underarter finns listade i Catalogue of Life.